# 宜綬
宜绶，字少耕，满洲镶红旗人，咸丰戊午科举人，同治壬戌科进士。历任翰林院编修，同治三年任甲子科顺天乡试同考官，翰林院侍读学士等职。尤其擅长书法。